# Eubosmina oriens
Eubosmina oriens är en kräftdjursart som först beskrevs av De Melo och Paul D.N. Hebert 1994.  Eubosmina oriens ingår i släktet Eubosmina och familjen Bosminidae. Inga underarter finns listade i Catalogue of Life.